# Sick-O
Sick-O — міні-альбом американського реп-гурту 3X Krazy, виданий лейблом Str8 Game Records 5 вересня 1995 р. Дистриб'ютор: Navarre Corporation. Виконавчий продюсер: Ленс Спенсер.

## Список пісень
1. «Hit the Gas» (з участю Harm) — 5:02
2. «Somethin' 4 Dat Ass» — 4:08
3. «Sick-O» (з участю Seagram та Gangsta P) — 5:53
4. «Hoe Fuckin' Season» (з участю Father Dom) — 4:43
5. «Put Me to the Test» (з участю N-D-Cent) — 6:17
6. «Sunshine in the O» (з участю Michael Marshall) — 5:07
7. «In the Town» — 5:07